# Томаш Масарик
Томаш Гариг Масарик (на чешки и на словашки: Tomáš Garrigue Masaryk) е чехословашки учен – историк и философ, политик – първият президент на Чехословашката република. Член-кореспондент е на Британската академия (1920).
Владее множество езици, сред които латински, френски, полски, немски и английски. Създава си солиден международен авторитет благодарение на относителното спокойствие в държавната вътрешна политика и идеите си за миролюбиво европейско равновесие. През 1926 г. берлинско списание задава въпрос на престижни политици и културни дейци: „Кой би могъл да стане президент на Съединените европейски щати, ако такива се създадат?“. Известният английски драматург Бърнард Шоу отговаря без колебание: „Масарик, разбира се, кой друг?“

## Биография

### Образование и ранна кариера
Томаш Масарик е роден в семейство от работническата класа в град Ходонин, Моравия. Градът се е намирал в австрийския дял на Австро-Унгария, днес е в Чехия. Мнозинството от населението му изповядва католицизма. Бащата на Томаш Масарик (Йозеф Масарик) е кочияш от унгарската половина на империята, днес Словакия. Той се заселва в Моравия, където се запознава с Тереза Кропачкова. Йозеф е словак, а Тереза – германизирана чехкиня. От съюза между двамата се ражда синът им Томаш.
Поради ниското социално равнище на своите родители младият Масарик получава слабо начално образование. За определен период работи като ковач. След като учи в няколко местни селски училища и в Бърно, Масарик завършва средното си образование във Виена през 1872 г., където се записва в университет. Там получава докторска степен по философия, като учи 4 г. и завършва през 1876 г. Негов преподавател е Франц Брентано. В Лайпциг учи още 1 г., като лектор му е известният философ Вилхелм Вунд. За кратък период Масарик живее в Америка. Там се жени за американската протестантка Шарлот Гариг, от която има 5 деца. В 1878 г. се завръща във Виена, като става университетски преподавател.
В 1881 г. излиза първата му важна творба „Самоубийството като масово явление в съвременната цивилизация“. През 1882 г. той е определен за професор по философия в чешката част на Пражкия университет. На следващата година издава списание Athenaeum, чиято главна тематика са въпросите свързани с чешката култура и наука. Масарик пише и няколко труда, в които излага мнението си, че старите чешки митологически поеми Rukopisy královedvorský a zelenohorský са фалшиви. По обща преценка ръкописите датират от ранното средновековие. Това мнение му навлича много врагове сред чешките среди, които смятат поемите за оригинални. По време на аферата Хилснер той се противопоставя на расовите предразсъдъци, като защитава публично евреин, който е обвинен в ритуално убийство. Това довежда до вълна от омраза към него.

### Политическа дейност
Масарик е депутат в австрийския парламент от 1891 г. като член на радикалната Млада чешка партия. През 1893 г. спира парламентарната си дейност, като се посвещава на последователите си, учейки ги на политическо образование. През 1900 г. заедно със съратниците си Масарик основава Чешката народна партия, която през 1905 г. е преименувана на Чешка прогресивна партия. Основните цели на партията, известна като „Реалистичната“, са наблягането върху стопанското и социалното подпомагане, както и стремежът към чешко равноправие, гласност, автономия в състава на Хабсбургската империя, защита на малцинствата и единство между чехите и словаците.
През 1907 г. Масарик е повторно избран за депутат в Reichsrat. Той не препоръчва независимост на Чехия в дадения момент, но е благосклонен към преобразуването на Австро-Унгария във федерация, в която всяка народност да получи своя вътрешна автономия. Апелира към спиране на антисемитизма и се противопоставя на анексирането на Босна и Херцеговина от Хабсбургската империя в 1908 г.
До 1914 г. Масарик се посвещава на вътрешните реформи в Хабсбургската империя. Участието на империята в Първата световна война драстично променя неговото становище и той става защитник на идеята за независима Чехия. Масарик напуска Австрия през декември 1914 година, за да избегне арест, тъй като е обвинен в измяна. Разчитайки на неговия голям европейски авторитет и на помощта на западните анализатори, които остро критикуват Австро-Унгария, той започва пропагандна кампания с цел да убеди западните съюзници да разделят империята.
Масарик емигрира в Женева и Италия, а после и в Англия. Там става професор по славянска филология в Кралския колеж и чете лекции относно проблемите на малките народи. През 1916 г. отива във Франция, където води разговори с френското правителство относно разпадането на Австро-Унгария. След Февруарската революция от 1917 г. се отправя към Русия, където моли да се организира славянска съпротива срещу австрийците. Тази съпротива се реализира от формирования, наречени Чехословашки легиони. През 1918 г. той отива в САЩ, където убеждава президента Удроу Уилсън да отсъди справедливо възникналия казус с разпадането на Австро-Унгария. На 18 октомври 1918 г. във Филаделфия Томаш Масарик обявява независимостта на Чехословакия.
С края на Австро-Унгарската империя в 1918 г. победителите в Първата световна война признават Томаш Масарик за лидер на временното чешко правителство. През 1920 г. той е избран директно от чехословашкия народ за първия президент на нововъзникналата Чехословакия. След това е повторно преизбиран през 1927 и 1934 г. и заема тази длъжност до 14 декември 1935 година, когато подава оставка по здравословни причини. Негов наследник става Едуард Бенеш.
След смъртта на жена си през 1923 г. Масарик прибавя нейното име към своето. Шарлот умира край Прага по неизвестни причини. Двамата имат общо 5 деца – Хърбърт, Алис, Ана, Олга и Ян Масарик, който е министър на външните работи във военновременното правителство (1940 – 1945), както и в правителството от 1945 до 1948 г.
Томаш Масарик умира през 1937 г. на 87-годишна възраст в град Лани, Чехословакия.

## Президент на Чехословакия
Томаш Масарик става президент на Чехословакия на 14 ноември 1918 г. На тази дата временното Национално събрание на Чехословашката република го провъзгласява за глава на нововъзникналата страна. Всепризнатият лидер на националноосвободителното движение и страстен привърженик на идеята за обща държава между чехи и словаци допринася за този факт с цялата си дейност от края на XIX век. Организираният от него и съратника му Едуард Бенеш Чехословашки национален съвет в Париж е признат още в хода на войната от Франция и Великобритания за законен носител на новата държава.
Оптимистични политически очертания на новата държава дава приетата през 1920 г. конституция. В нея се прокрадва старата идея на Масарик, който е син на майка чехкиня и баща словак, за единна чехословашка нация. Официален език става чехословашкият. Конституцията очертава републиканската държавна уредба със строго разпределение на властите и предвидените принципи за взаимен контрол и равнопоставеност. Президентът води умерен курс към чувствителни въпроси за по-голямата част от населението, свързани със статуса на малцинствата, особено към словаците и немците, както и отношенията между църквата и държавата. Масарик напълно подкрепя външната политика на своя съратник и министър на външните работи Едуард Бенеш.
Политическият успех на Хитлер в Германия и неговата целенасочена пропаганда импулсират националистите сред немското население в Судетската област, които се стремят да копират идейно, политически и целенасочено хитлеристката партия. Те настояват за откъсване на областта от Чехословакия и присъединяването ѝ към Третия райх. Почувствал опасността от нацистката по форма Судетско-германска партия, Масарик отделя все повече внимание на армията и нейното въоръжаване. Президентът започва да подкрепя и идеята за Дунавска федерация между Чехословакия, Австрия и Унгария. Масарик разглежда това обединение като средство за неутрализиране на засилващите се унгарски претенции към Задкарпатска Унгария и на полските искания за Тешин и като бариера пред натиска на Германия.
На парламентарните избори през май 1935 г. Судетско-германската партия на Конрад Хенлайн се налага като втора политическа сила в страната. Масарик разбира, че съдбовни дни очакват чехословашката демокрация. Президентът подава оставка веднага след изразеното от политическите сили съгласие приемник на президентския пост да стане посоченият от него Едуард Бенеш. В средата на декември 1935 г. президентският флаг, развявал се 17 години над дома на Масарик в Прага, е спуснат.
През цялото си управление като президент Масарик има почти легендарен авторитет сред чехословашките граждани. За неговите 17 г. като президент той се опитва да приложи идеите си за прогрес и демокрация. Разбиранията му са частично успешни. Като най-голяма негова сполука се счита това, че Чехословакия остава единствената държава в Централна и Източна Европа с парламентарна демокрация в периода между двете световни войни.

## Философия и религия
Като философ Томаш Масарик е рационалист и хуманист. Той набляга на моралните принципи, като отразява въздействието от англосаксонските философи, френската философия и особено работата на немския философ Хердер, творил през XVIII век, наричан още „основателят на национализма“. Масарик е критичен към немския идеализъм и марксизъм. Неговата философия е вдъхновена от Платон, чиято логика и език го учи да придобие навици, необходими за постигането на неговите цели, а именно търсенето на истината. По произведенията, които издава, може да се съди, че Масарик е реалист. Силно заинтересован е от западните мислители Джон Лок и Дейвид Хюм. Също така е очарован от славянските модели на социална и религиозна мисъл, особено от руския мистицизъм. В тази връзка той издава епохалното произведение „Духът на Русия“ (1913). Макар че израства като католик, той в края на краищата става непрактикуващ протестант.

## Интересни факти
- Томаш Масарик е известен с прякора „Президентът-освободител“.
- Неговото лично мото е „Nebát se a nekrást“ (Да не се изпитва страх и да не се краде).
- Известният чешки писател Карел Чапек издава редица книга кръстени „Разговори с Томаш Масарик“ (Hovory s TGM).
- Негови статуи са издигнати във Вашингтон на Масачузетс Авеню и в Чикаго на Мидуей.
- Във Флорида съществува град кръстен на негово име – Masaryktown.
- Най-значимата улица в Мексико сити носи неговото име – Avenida „Presidente Masaryk“.

## Произведения
- Самоубийството като масово явление в съвременната цивилизация (Der Selbstmord als sociale Massenerscheinung der modernen Civilisation) (1881)
- Чешкият въпрос (Česká otázka) (1895)
- Карел Хавличек (Karel Havlíček) (1896)
- Социален въпрос (Otázka sociální) (1896)
- Идеалите на хуманизма (Ideály humanitní)
- Проблемите на малките народи (Problém malého národa)
- Демократизмът в политиката (Demokratism v politice)
- Духът на Русия (The Spirit of Russia) (1913)
- Русия и Европа (Rusko a Evropa) (1915)
- Нова Европа (Nová Evropa) (1918)
- Световната революция (Světová revoluce) (1925)
- Пътят към демокрацията (1933 – 1936)